# ペルセウス座SU星
ペルセウス座SU星 (SU Persei) はペルセウス座にある半規則型変光星。

## 位置
二重星団のメンバーであり二重星団を構成する散開星団であるNGC884の南端で輝いている。

## 物理的性質
7.2等と8.7等の間を533日の周期で脈動により半規則的に変光している。スペクトル型がM3.5Iabの赤色超巨星であり、変光星としての型も周期性のある赤色超巨星の脈動変光星が分類されるSRC型に分類されている。この星は二重星団のメンバーの中でも特に質量が重かったため早い段階で赤色超巨星に進化した。

## 名称
ボン掃天星表での番号はBD +55 597、ヘンリー・ドレイパーカタログでの番号はHD 14469。